# Paykan Tehran Footbal Club
O Paykan Football Club  é um clube de futebol, sediado em Teerã, Irão. Está na Iran Pro League.
Foi campeão da temporada 1969-70.